# Castell del Mallol
El Castell del Mallol és un edifici de la Vall d'en Bas (Garrotxa) declarat bé cultural d'interès nacional.

## Descripció
Del Castell del Mallol queden molt pocs vestigis a la part més alta del Puig del Mallol. A més d'alguns fragments de murs documentats en diverses intervencions arqueològiques, es conserva també la cisterna, construïda retallant la roca mare i situada al centre del castell, en el que seria el pati al voltant del qual s'organitzarien totes les dependències. És de planta quadrada i té una fondària de 3,5 m. De l'antic recinte emmurallat se'n pot veure part de la porta d'entrada meridional, de la que en queda la volta i l'anell de pedra, i al seu costat el que podria ser una torre, molt reformada.

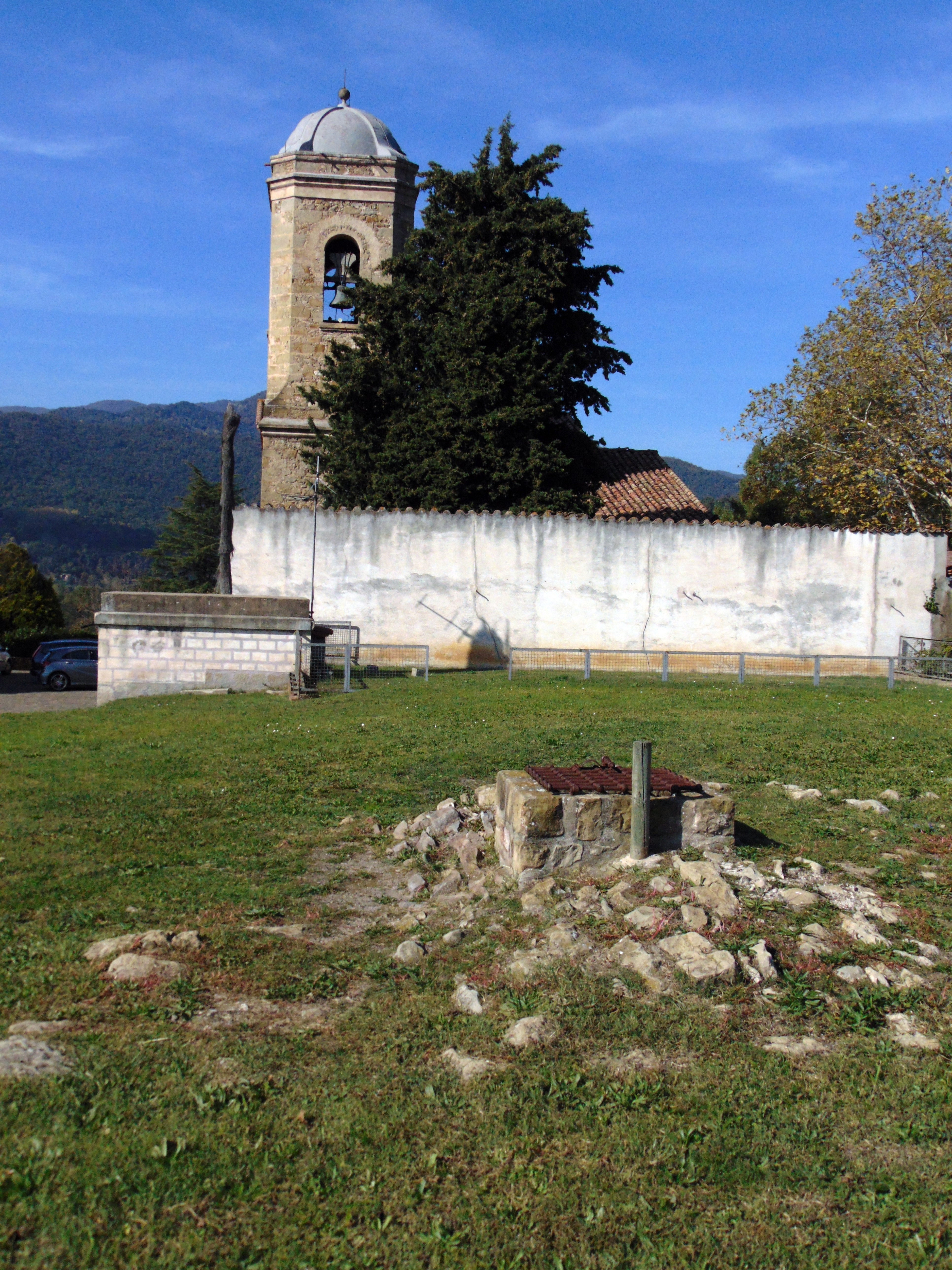
Restes del castell prop de l'església

## Història
És un castell-palau documentat el 1176. El castell del Mallol es va veure molt afectat pels terratrèmols dels anys 1427-1428, quedant pràcticament destruït. La capella del castell, dedicada a Sant Just, també va patir greus danys. Tant el castell com la capella van ser reconstruïts, però aquesta última fou reconstruïda fora del recinte del castell i sota l'advocació de Sant Bartomeu. Les darreres notícies històriques referents al castell confirmen que durant el segle xvi aquest encara funcionava i que s'utilitzava també com a presó. L'enderroc definitiu del mateix està documentat l'any 1658 (a conseqüència de les lluites amb els miquelets, dins les seqüeles del conflicte de la Guerra dels Segadors) i les seves restes foren aprofitades per bastir les cases del poble.
L'Ajuntament de la Vall d'en Bas va comprar els terrenys de la part més alta del Puig del Mallol, on es creia que estava situat el castell. Una primera prospecció va documentar les estructures visibles en aquell moment (murs del castell i una cisterna) i restes ceràmiques amb cronologies que anaven des de l'època medieval fins a quasi els nostres dies. Posteriorment (1998) es van realitzar diversos sondejos que van treure a la llum restes inèdites, es va netejar la cisterna i es va poder documentar el perímetre que ocupava el castell. Les restes més antigues que es van documentar corresponien a les darreries del segle xii i principis del XIII, moment en què les fonts documentals comencen a fer esment del castell. El mur del castell s'ha documentat en les bandes nord, est i sud, mentre que a l'oest va desaparèixer després de la construcció d'un dipòsit d'aigües durant la dècada de 1960.
La restauració d'una masia situada a tocar de la zona del castell va provocar la realització de nous sondejos durant l'agost de 2002, que van confirmar que la estança documentada l'any 1998 a l'est de l'espai ocupat pel castell era una estança de la planta baixa, oberta al pati i amb les parets septentrional i de llevant formant part del mur perimetral del castell.